# (22083) 2000 AN165
2000 أي أن 165 (ويعرف أيضًا باسم (22083) 2000 أي أن 165 وفق تسمية الكوكب الصغير) (بالإنجليزية: 2000 AN165)‏ هو كويكب ضمن حزام الكويكبات؛ وترتيبه 22083 من حيث الاكتشاف.
اكتُشف هذا الجُرم الفلكي بواسطة بحث لنكولن عن الكويكبات القريبة من الأرض في 8 يناير 2000.

## وصلات خارجية
- (22083) 2000 AN165 في قاعدة بيانات مختبر الدفع النفاث لأجرام النظام الشمسي الصغيرة

- الاكتشاف · مخطط المدار ·  العناصر المدارية · المعلمات المادية

- (22083) 2000 AN165 على موقع ويكي سكاي: DSS2, SDSS, GALEX, IRAS, Hydrogen α, X-Ray, Astrophoto, Sky Map, Articles and images